# Árvore do mundo mesoamericana

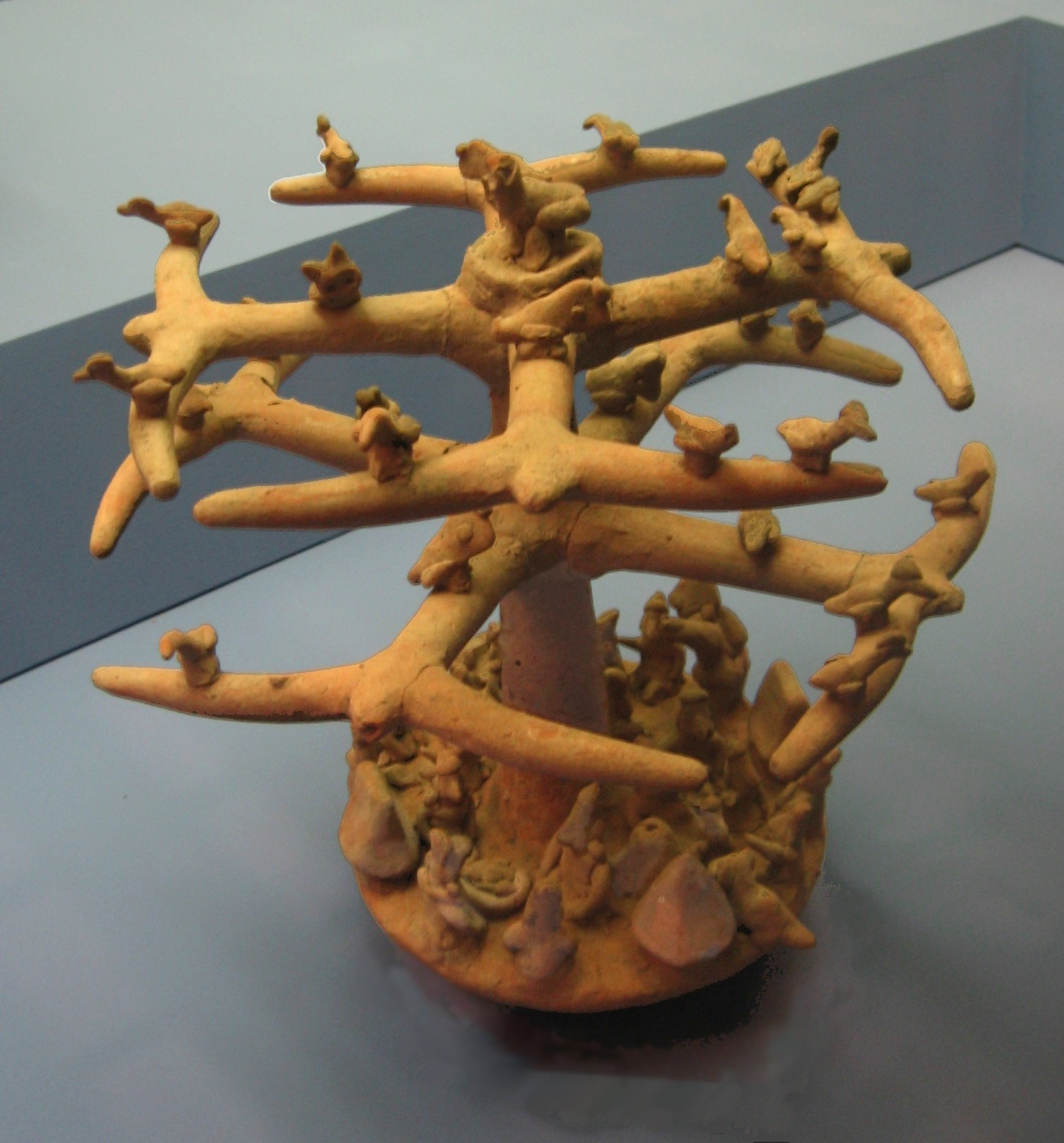
Um quadro da cultura dos túmulos de poço do México ocidental, representando uma árvore com vários níveis e aves. Foi proposto que as aves representam almas que ainda não desceram ao inframundo, enquanto que a árvore central poderá representar a árvore do mundo mesoamericana.

As árvores do mundo são um motivo comum nas cosmologias mitológicas, mitos da criação, e iconografias das culturas pré-colombianas da Mesoamérica. No contexto mesoamericano, as árvores do mundo representam os quatro pontos cardeais, os quais também servem para representar natureza quadripartida de uma árvore do mundo central, um axis mundi simbólico que liga os planos do Inframundo e do céu com o do domínio terrestre.
São encontradas representações de árvores do mundo, tanto no seus aspectos direcionais como centrais na arte e tradições mitológicas de culturas como os maias, astecas, Izapana, mixtecas, olmecas e outras, remontando pelo menos aos períodos Formativos Médio e Tardio da cronologia da Mesoamérica. Entre os maias, a árvore do mundo central era concebida na forma de uma árvore de Ceiba, e é conhecida como wacah chan ou yax imix che, dependendo da língua maia. O tronco da árvore podia também ser representado por um caimão ao alto, cuja faz lembrar o tronco espinhoso da árvore.
As árvores do mundo direcionais estão também relacionadas com os quatro Portadores dos Anos dos calendários mesoamericanos, e com as cores e deidades direcionais. Entre os códices mesoamericanos que contêm esboços desta associação contam-se os Códice de Dresden, Códice Bórgia, e Códice Fejérváry-Mayer. Supõe-se que os sítios e centros cerimoniais mesoamericanos tinham frequentemente árvores plantadas em cada um dos pontos cardeais, representando o conceito da quadripartição.[carece de fontes?]
A estela 5 de Izapa é considerada uma possível representação de uma árvore do mundo.
As árvores do mundo apresentam frequentemente aves nos seus ramos, e as suas raízes estendem-se na terra ou água (por vezes sobre um "monstro da água", simbolizando o inframundo).
A árvore do mundo central tem sido também interpretada como uma representação da faixa da Via Láctea.